# Ligure (vonat)

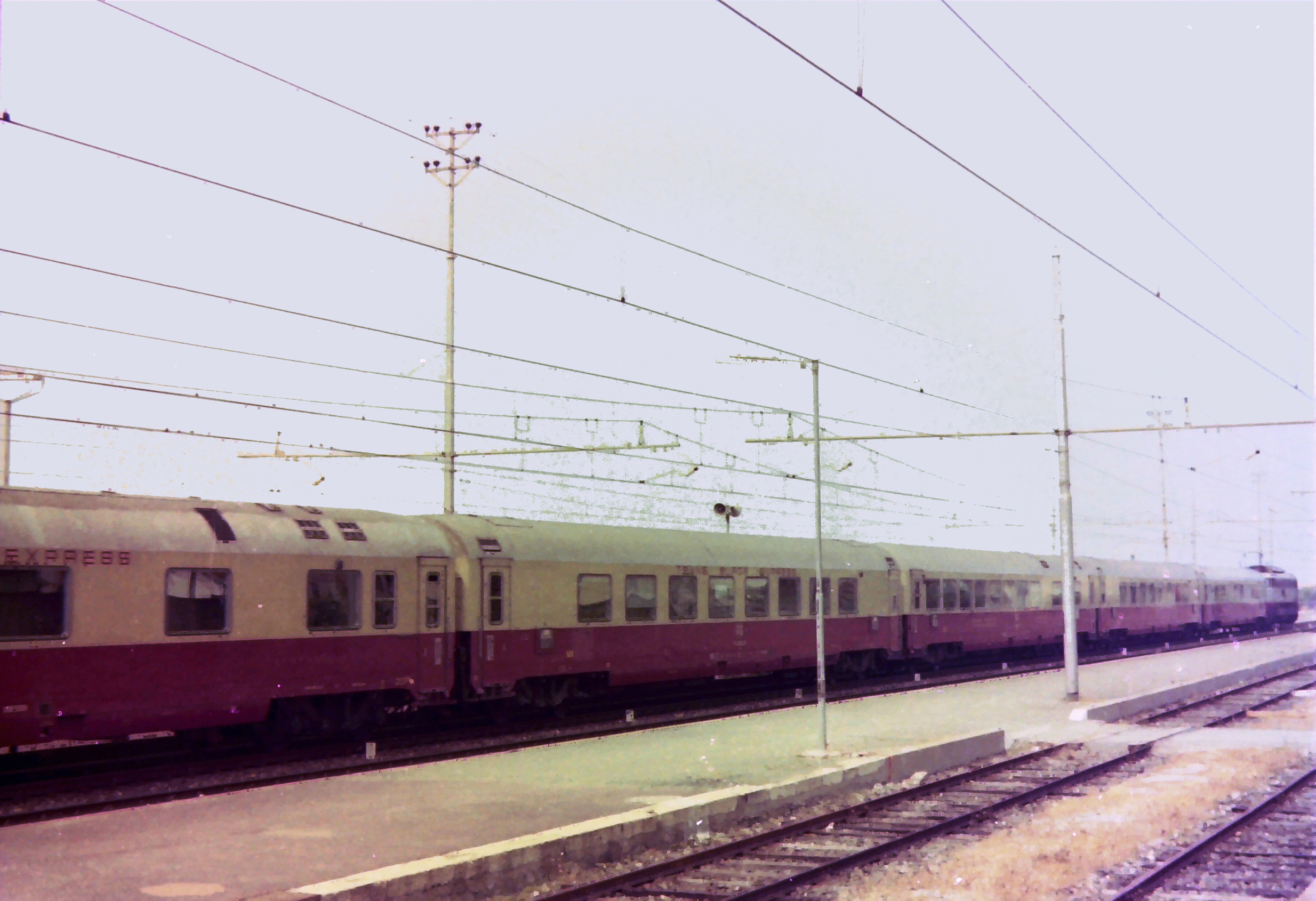
A Ligure 1976-ban

A Ligure egy nemzetközi Trans-Europ-Express vasúti járat volt, mely a franciaországi Avignon és az olaszországi Milánó között közlekedett. Nevét Liguria olasz tartományról kapta, mivel útja nagy részét Olaszországban ebben a tartományban tette meg.

## Története
A járat 1957. augusztus 12-én indult mint Trans-Europ-Express csak első osztályú kocsikkal. 1979-től InterCity-ként közlekedett tovább, majd 2005-től 2009-ig mint EuroCity. A Ligure pótlás nélkül szűnt meg.

## Menetrend

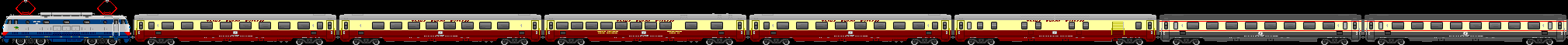
A Ligure kocsiösszeállítása 1981-ben

A vonat 1971-es menetrendje:
| TEE 47/48 | ország        | állomás                | km  | TEE 45/46 |
| --------- | ------------- | ---------------------- | --- | --------- |
| 15:30     | Franciaország | Avignon                | 0   | 14:47     |
| 16:38     | Franciaország | Marseille St Charles   | 121 | 13:34     |
| 17:16     | Franciaország | Toulon                 | 188 | 12:52     |
| 18:08     | Franciaország | St. Raphael            | 282 | 12:02     |
| 18:30     | Franciaország | Cannes                 | 315 | 11:41     |
| 18:39     | Franciaország | Antibes                | 326 | 11:32     |
| 18:55     | Franciaország | Nice Ville             | 346 | 11:19     |
| 19:12     | Monaco        | Monaco Monte Carlo     | 362 | 11:05     |
| 20:30     | Olaszország   | Ventimiglia            | 381 | 11:45     |
| 20:48     | Olaszország   | San Remo               | 397 | 11:33     |
| 21:10     | Olaszország   | Imperia                | 420 | 11:12     |
| 22:05     | Olaszország   | Savona                 | 489 | 10:09     |
| 22:42     | Olaszország   | Genova Piazza Principe | 532 | 09:32     |
| 00:20     | Olaszország   | Milano Centrale        | 683 | 07:55     |